# Instituto Nacional de Técnica Aeroespacial
Instituto Nacional de Técnica Aeroespacial (INTA) är den spanska myndigheten för rymdfart.